# Roder Adolf
Roder Adolf (Ecseny, Somogy megye, 1833. december 11. – Balaton-Vörs, 1899. október 4.) községi iskolai igazgató, pedagógus, lapszerkesztő, hittudományi író, Radó Antal édesapja.

## Élete
Roder Lipót vendéglős és Ring Erzsébet fia. Gyermekkorában szivarkészítő mesterséget tanult és csak tizenhét éves korában tanult meg írni és olvasni. 1851-ben behozták a dohánymonopóliumot és ekkor abbahagyván a szivarcsinálást, segédtanító lett Marcaliban. Nagy szorgalommal pótolva az elmulasztottakat, tanítóskodott 1852-ben Pusztakovácsiban, 1853-ban Nemesviden, 1854-ben Nagybajomban, 1855-ben Osztopánban, 1856-tól 1868-ig Rohoncon, 1868-tól 1893-ig Szombathelyen, ahol utóbb zsidó elemi iskolai igazgató volt. Vas vármegyében 25 évig azon munkálkodott, hogy megmagyarosítsa a német lakosságot. Részt vett a tanítók egyesületi életében, amelyet még az 1860-as években ő alapított. E téren szerzett érdemei elismeréséül a vasmegyei tanító-egyesület, valamint a muraszombati tanítókör tiszteletbeli tagjának választotta. 1870-ben tanára volt a szombathelyi tanítói tanfolyamnak. 1893-ban 42 évi tanítóskodás után nyugalomba vonult és megkapta az Arany Érdemkeresztet. Utolsó éveit részben Budapesten töltötte, ahonnét 1896-ban orvosi tanácsra falura költözött gazdatiszt fiához.
Már 1863-tól szorgalmasan írogatott zsidó felekezeti és tanügyi lapokba, a Zsengeri-féle Magyar Izraelitába, a Lőw-féle Ben-Chananjába, a Jüdische Volksschuleba, a mainzi Izraelitba, a Néptanítók Lapjába (1869). Nagyobb szabású hírlapírói és írói munkásságát csak Szombathelyen kezdte. Az általa szerkesztett lapokban sok pedagógiai és szépirodalmi cikke és verse jelent meg.
Felesége Mandl (Mandel) Terézia volt.

## Munkái
- Hazai és általános földleírás, kapcsolatban a hazai történelem és alkotmánytannal. Szombathely, 1871. (Ism. Néptanítók lapja és R. válasza. 2 tökél. átdolgozott kiadás, ábrákkal, jeles íróink életrajzával és természettudományi magyarázatokkal bővítve. Budapest, 1879. I-IV. évfolyam).
- Unterrichsttunden für das Studium der ungar. Sprache. Szombathely, 1873. (Az Eisenburger Nachrichten melléklete az előfizetők számára; még két kiadást ért Lipcsében).
- Brieflicher Unterricht für das Selbstudium der ungarischen Sprache. Szombathely, 1873.
- Magyar és német beszélgetések könyve, vasuti, gőzhajózási és távirdai hivatalnokok számára. Szombathely, 1876.
- Levélszerinti oktatás a német nyelv tanulására. Toussaint-Langenscheidt tanmódszere alapján 1-40 levél. Uo. 1877. (2. javított és tökéletesen átdolgozott kiadás. Uo. 1883-85. Két évfolyam; 3. javított és tök. átdolg. kiadás. Uo. 1900.)
- Magyar-német nyelvgyakorló füzetek azok használatára, kik a magyar vagy a német nyelvben, valamint e két nyelv irodalmában tökéletes jártasságot akarnak szerezni. Uo. 1885. (2. kiadás Uo. 1895.)
- Die ungarische Sprache für das Selbst-Studium nach der methode Toussaint-Langenscheidt. 30 Briefe. uo., 1898.

1873-ban megindította a Vasmegyei Figyelőt és az Eisenburger Nachrichtent Szombathelyt; Uo. szerkesztette az 1880-as években a Jenseits der Donau című hetilapot és társszerkesztője volt a Vasmegyei Figyelőnek. Szerkesztette még a Magyar Honpolgárt, magyar hírlapot németek számára, I. évfolyamát 1880-ban magyar és német címmel és szöveggel.
Több munkája, főleg nyelvtaniak maradtak kéziratban és egy önéletrajzi napló, melyet 1853-ban kezdett írni és 1874-ig folytatott.